# Psychotria mangenotii
Psychotria mangenotii är en måreväxtart som först beskrevs av Aké Assi, och fick sitt nu gällande namn av Bernard Verdcourt. Psychotria mangenotii ingår i släktet Psychotria och familjen måreväxter. Inga underarter finns listade i Catalogue of Life.